# Thomas R. Carper
Richard Thomas "Tom" Carper (Beckley, Virgínia Ocidental, 23 de janeiro de 1947) é um politico e economista estadunidense. É membro do Partido Democrata e atualmente ocupa o cargo de senador por Delaware.
Ele é um veterano da Guerra do Vietnã que cumpriu cinco mandatos na Câmara dos Representantes dos Estados Unidos, dois mandatos como governador de Delaware e é actualmente o mais antigo senador por seu estado.